# NGC 1453
NGC 1453 (другие обозначения — MCG -1-10-34, PGC 13814) — эллиптическая галактика (E2) в созвездии Эридан. Открыта Уильямом Гершелем в 1786 году. Описание Дрейера: «довольно маленький, яркий объект круглой формы, в середине находится звезда 17-й величины». Галактика удалена от Млечного Пути на 56 мегапарсек, её радиус составляет 6 килопарсек, а дисперсия скоростей в ней составляет 276 км/с. В центре галактики присутствует чёрная дыра с массой в 3 миллиарда масс Солнца. Отношение массы к светимости в полосе B для этой галактики варьируется от 8 M⊙/L⊙ в её центре до 6 M⊙/L⊙  на её краю.
Этот объект входит в число перечисленных в оригинальной редакции «Нового общего каталога».
Галактика NGC 1453 входит в состав группы галактик NGC 1417. Помимо NGC 1453 в группу также входят ещё 12 галактик.